# La Corea
La Corea es una película dramática española de 1976 escrita y dirigida por Pedro Olea, y producida por José Frade. Forma parte de la llamada por el director "trilogía de Madrid" junto a Tormento (1974) y Pim, pam, pum... ¡fuego! (1975). Supuso el debut cinematográfico de Imanol Arias.

## Sinopsis
Toni es un joven de diecisiete años que llega a Madrid en busca de trabajo. Un amigo de su mismo pueblo le pone en contacto con Charo, "Corea", mujer madura que se dedica a facilitar chicos a los soldados estadounidenses de la base de Torrejón de Ardoz. Charo se enamora de Toni desatando la ira de Sebas, antiguo gigoló de "Corea".

## Reparto
- Queta Claver como Charo 'La Corea'
- Ángel Pardo como Toni
- Cristina Galbó como Vicky
- Gonzalo de Castro como Paco
- Encarna Paso como Encarna
- Dean Selmier como Fred
- José Luis Alejandro como Sebas
- Imanol Arias como Chico de la pensión